# Helena Brabcová
Helena Brabcová (* 31. ledna 1964 Praha, Československo) je česká herečka a dabérka. Je dcerou známého herce Vladimíra Brabce. Odbornou průpravu získala Helena Brabcová studiem hudebně-dramatického oddělení pražské Státní konzervatoře.

## Vybraná filmografie

### Herecká filmografie
- 2010 – seriál Vyprávěj
- 2008 – seriál Ordinace v růžové zahradě
- 2000 – Samotáři

## Dabing
- 2011-2014 – seriál Jak jsem poznal vaši matku (6.-9. série) - Frances Conroy (Loretta Stinsonová)
- 2002 – Star Trek: Film - Nichelle Nichols (Uhura)
- 2002 – Star Trek II: Khanův hněv - Nichelle Nichols (Uhura)
- 2002 – Star Trek III: Pátrání po Spockovi - Nichelle Nichols (Uhura)
- 2002 – Star Trek IV: Cesta domů - Nichelle Nichols (Uhura)
- 2002-2003 – seriál Star Trek - Nichelle Nichols (Uhura)
- 2002 – PC hra Čtyřlístek a strašidelný hrad (Fifinka)
- 2001-2005 – CD-Romek Čtyřlístek (Fifinka)